# Gebührenüberhebung
Gebührenüberhebung ist ein Straftatbestand des deutschen Strafgesetzbuchs. Nach § 352 StGB wird ein Amtsträger, Anwalt oder sonstiger Rechtsbeistand, der Gebühren oder andere Vergütungen für amtliche Verrichtungen zu eigenem Vorteil erheben darf, mit Freiheitsstrafe bis zu einem Jahr oder mit Geldstrafe bestraft, wenn er diese Gebühren wider besseres Wissen zu Unrecht oder zu hoch erhebt. 
Die Vorschrift ist lex specialis gegenüber dem allgemeinen Betrugstatbestand des § 263 StGB; sie ist zugleich auch ein Schutzgesetz im Sinne von § 823 Abs. 2 BGB, so dass derjenige, der sich einer Gebührenüberhebung schuldig macht, auch nach deliktsrechtlichen Regeln schadenersatzpflichtig ist.